# Мендзилеський замок
Мендзилеський замок (пол. Zamek w Międzylesiu, нім. Schloss Mittelwalde) — замково-палацовий комплекс, що розташований у місті Мендзилесе у Клодзькому повіті Нижньосілезького воєводства в Польщі. Складається з трьох крил: середньовічного ренесансного замку та двох крил палацу у стилі бароко.

## Історія
Замок було побудовано в 1370 році на місці більш ранніх оборонних укріплень. Він слугував резиденцією лицарської родини Глаубіц і був знищений під час гуситських війн. У 1580—1590 роках  родина Чірнгаузів, на місці замку, спорудила ренесансну садибу, можливо, використовуючи середньовічні фрагменти, та із включенням частково збереженої вежі первісного замку. До двох крил у 1614–1622 роках було додано ще два — південне та східне. У XVII столітті будівлю було двічі пошкоджено — спочатку під час Тридцятилітньої війни, пізніше внаслідок міської пожежі. У 1686—1695 роках, за панування родини Альтганів, які володіли майоратом в Мендзилесе з 1653 року, до будівлі було добудовано нову частину у стилі бароко, яку спроєктував італійський архітектор Якобо Карове. Ця частина складалася з двох нових крил та муру що замикав новостворений двір. У ХІХ столітті будівлю було відреставровано, після Другої світової війни вона залишилась практично неушкодженою. У подальшому замок було перетворено на відпочинковий центр. У 1974 році в замку знову була пожежа.

## Архітектура
Весь комплекс складається з двох частин: старішої — ренесансної, згрупованої навколо невеликого двору, до якої належить вежа,  та новішої — барокової, що має два крила з циліндричними склепіннями та ліпні декорації всередині. З епохи ренесансу походить також в'їзна брама з художньо виготовленим порталом та фрагментами декорацій сграфіто на зовнішніх фасадах.

## Фотогалерея

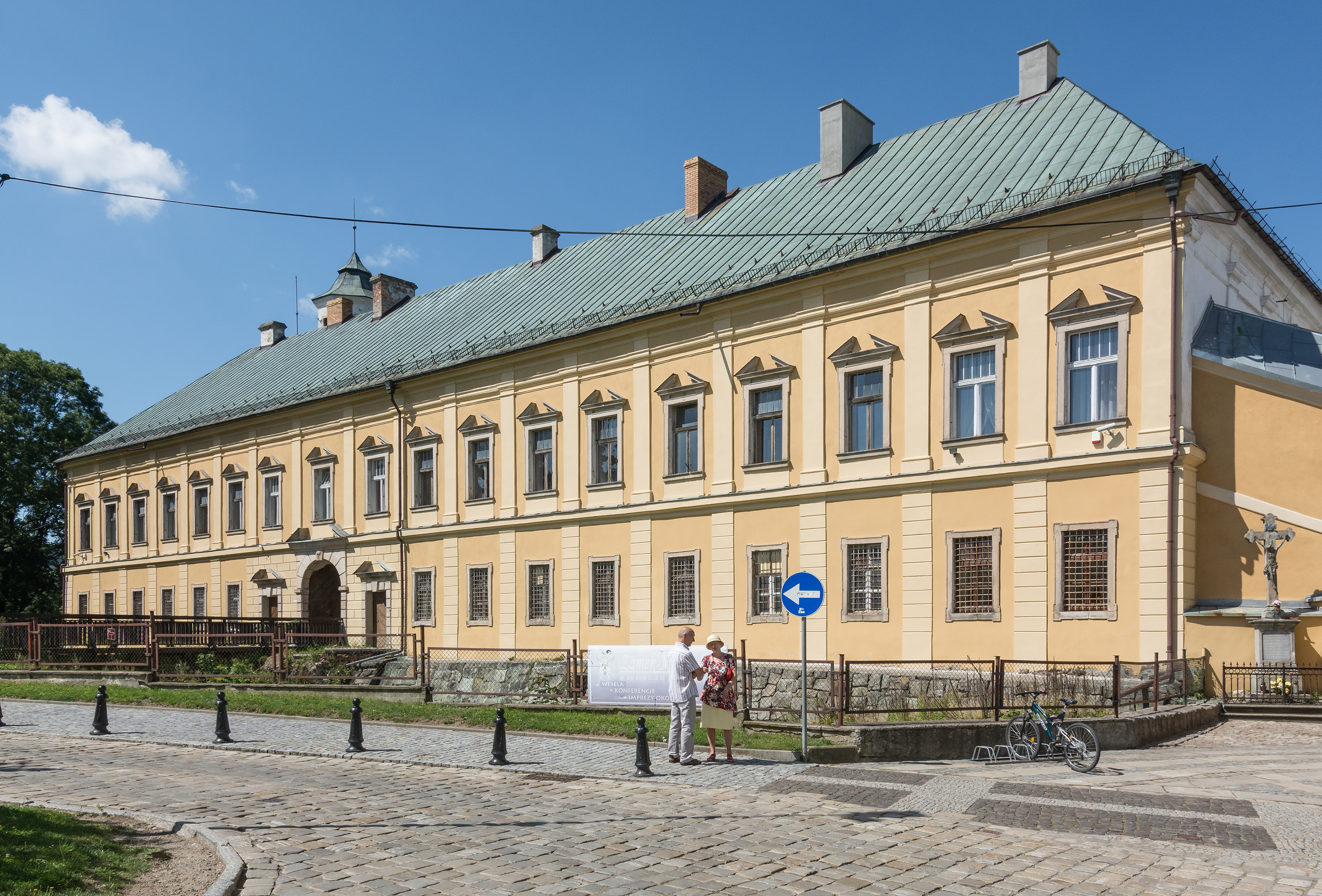
Вигляд замку з північного сходу
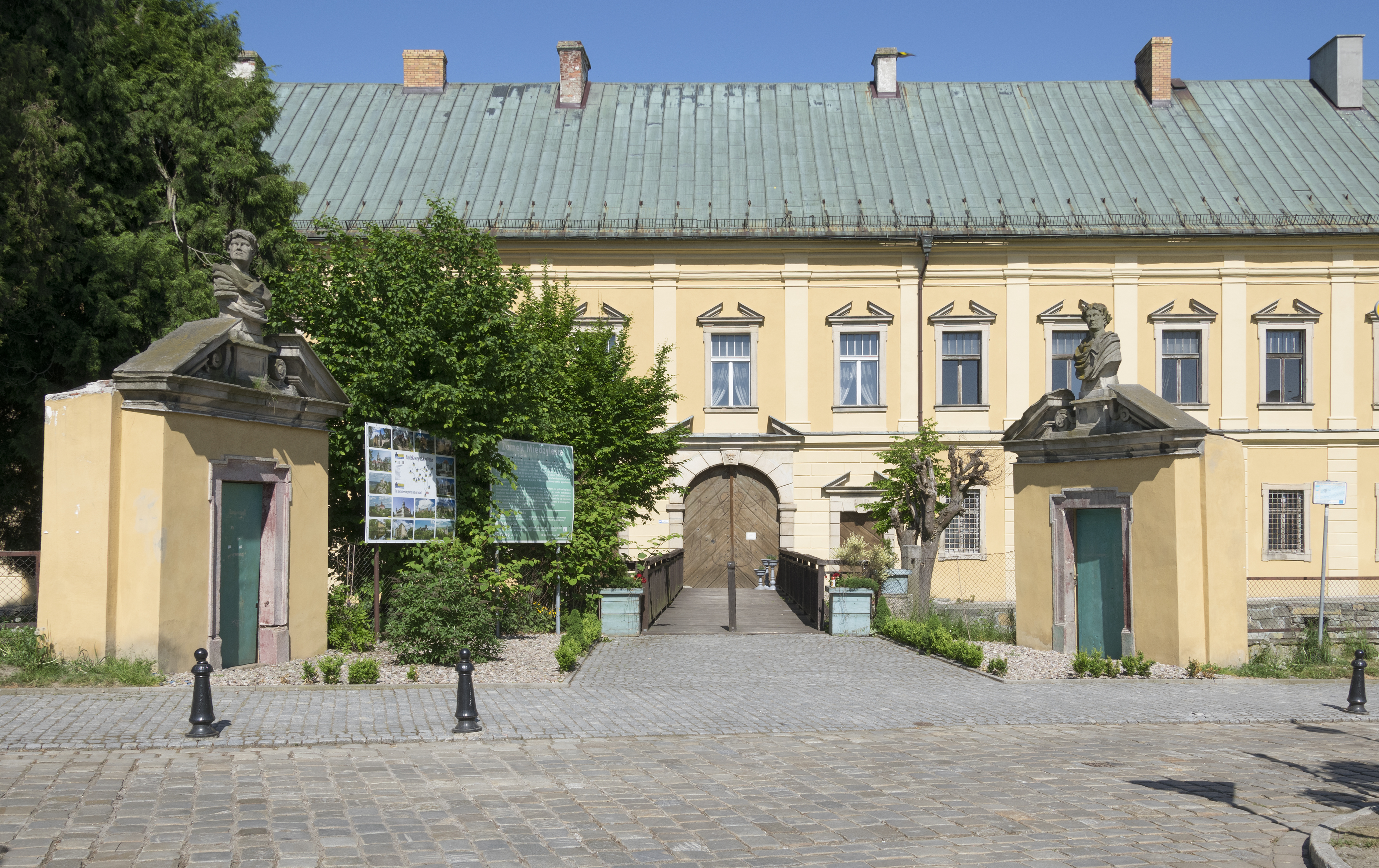
Головний вхід до замку
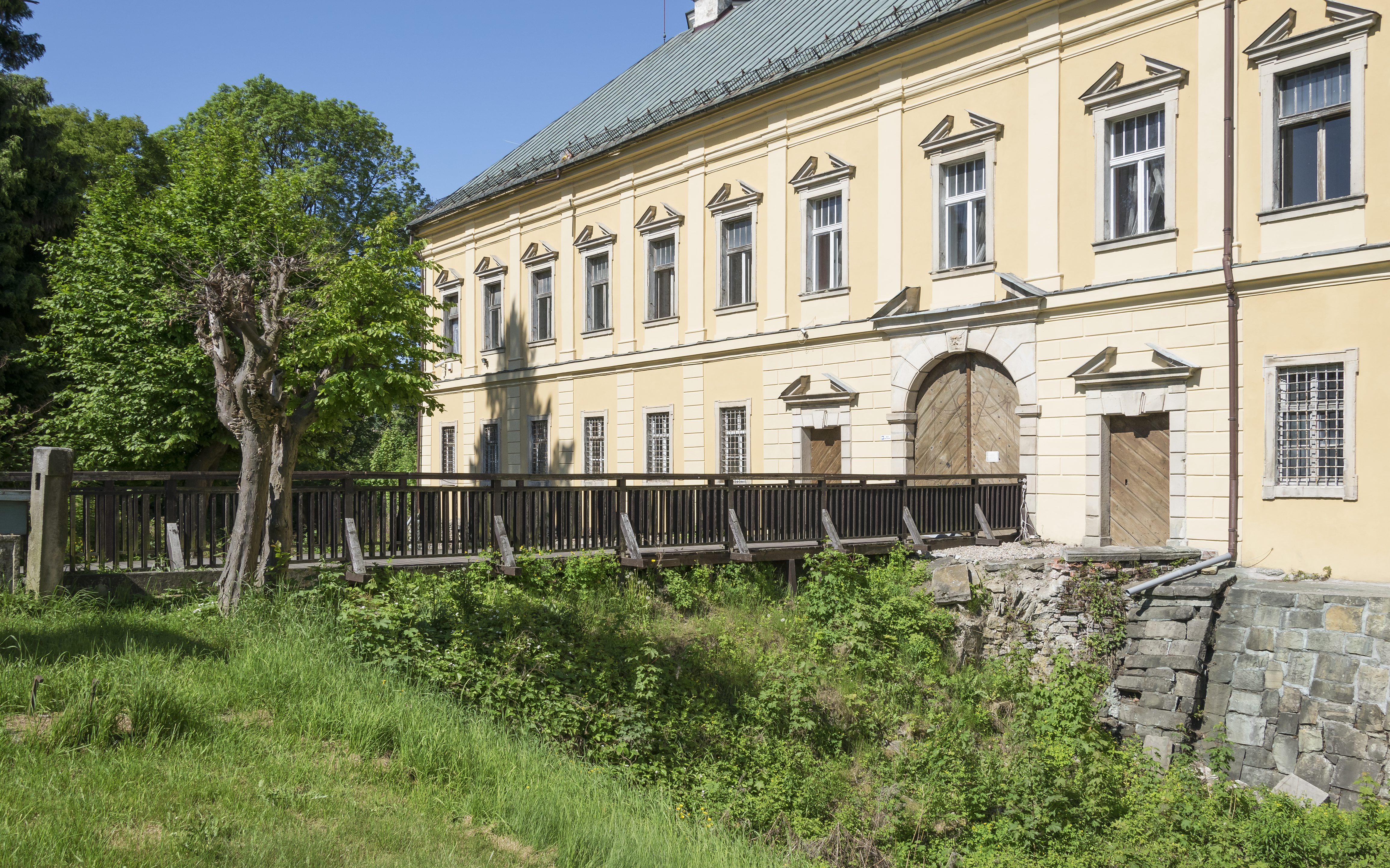
Міст
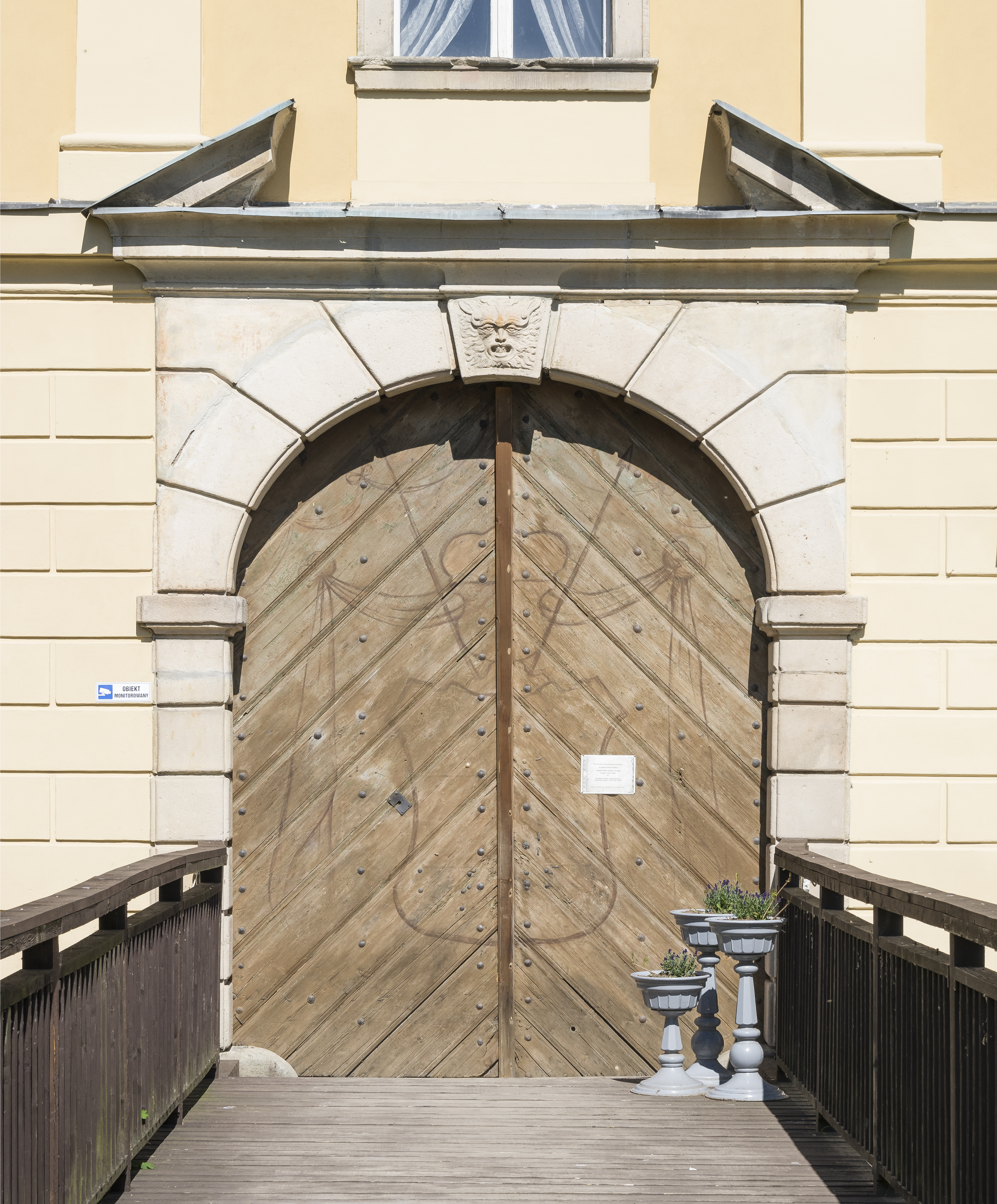
Портал
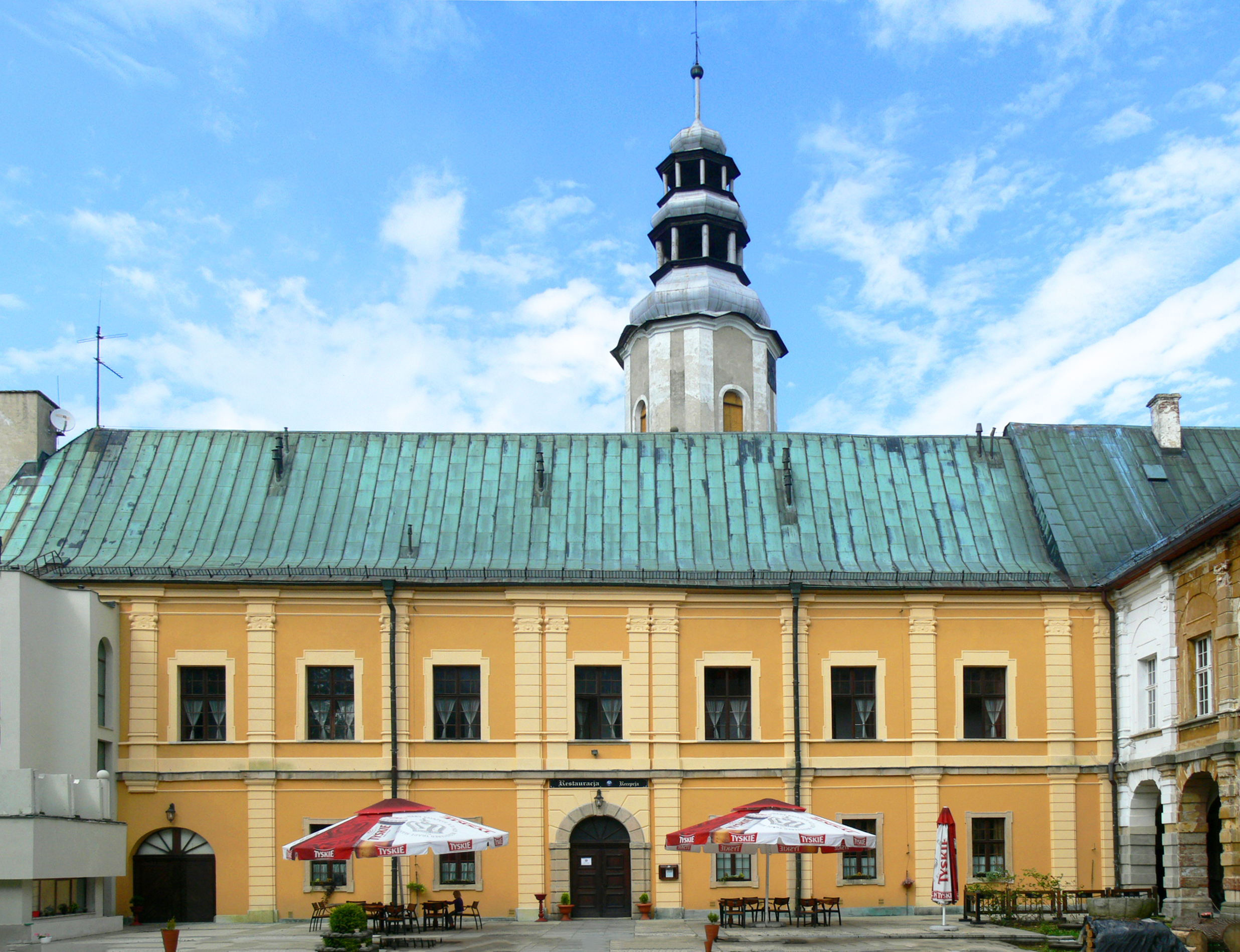
Замковий двір
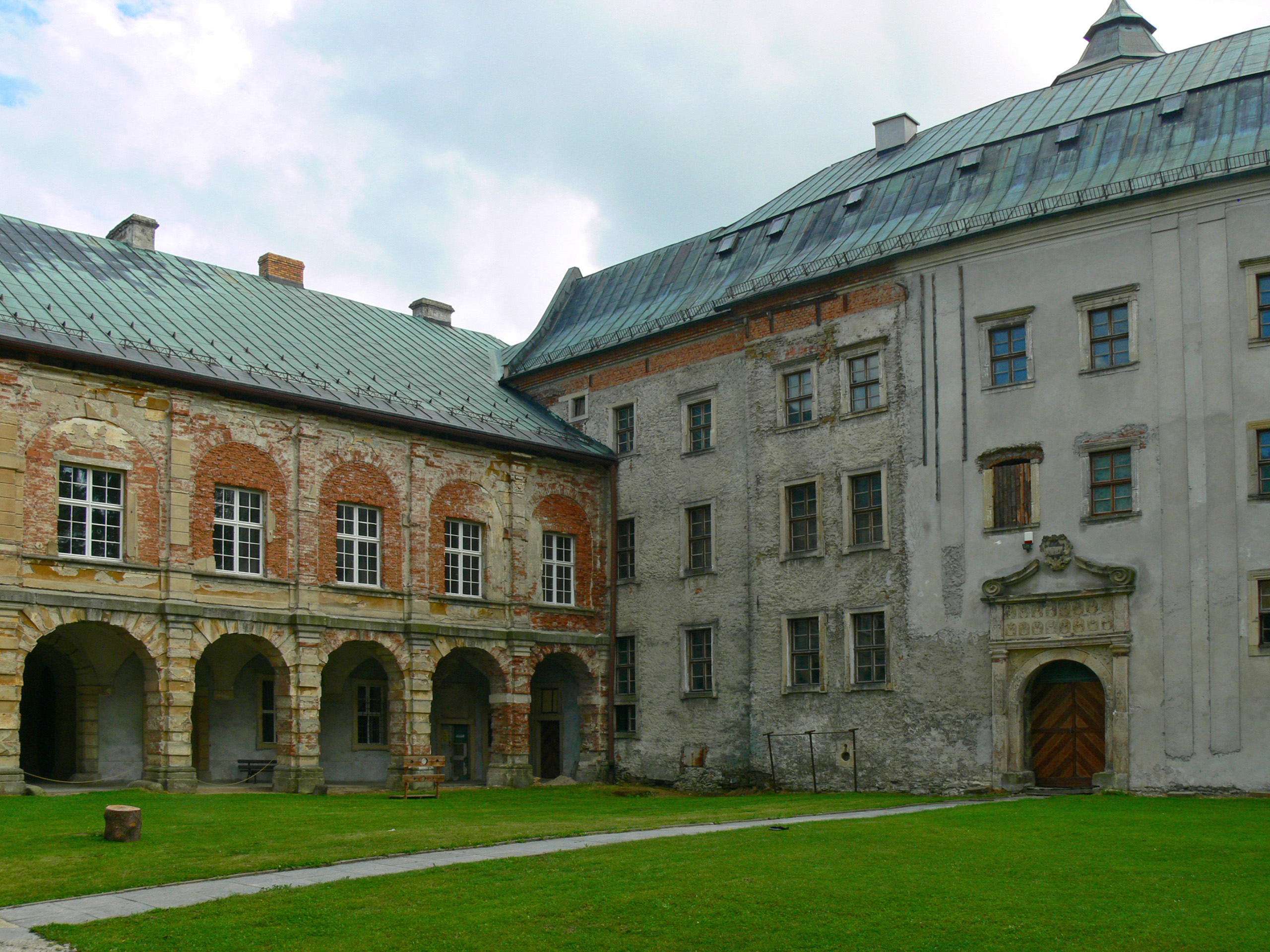
Замковий двір
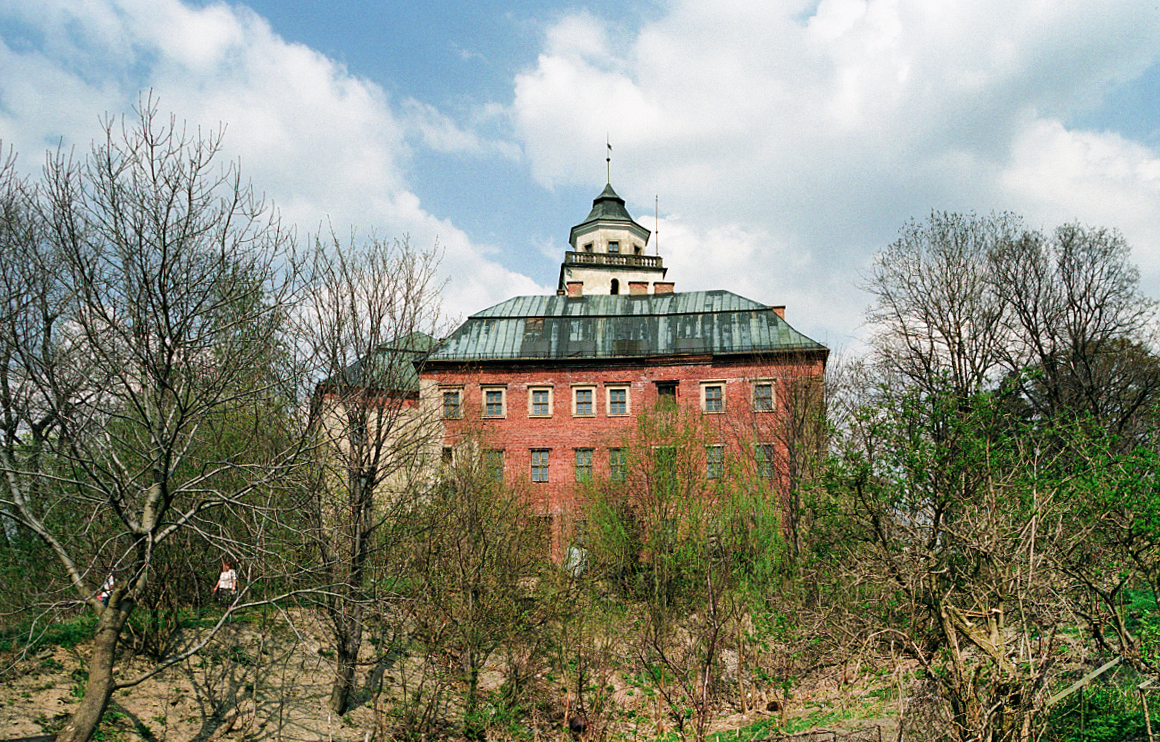
Вигляд замку з парку